# Galei (schip)

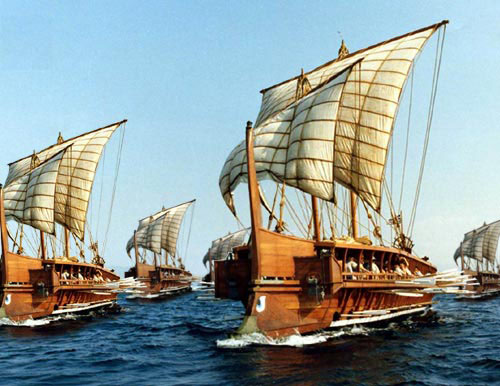
reconstructie van Griekse galeien

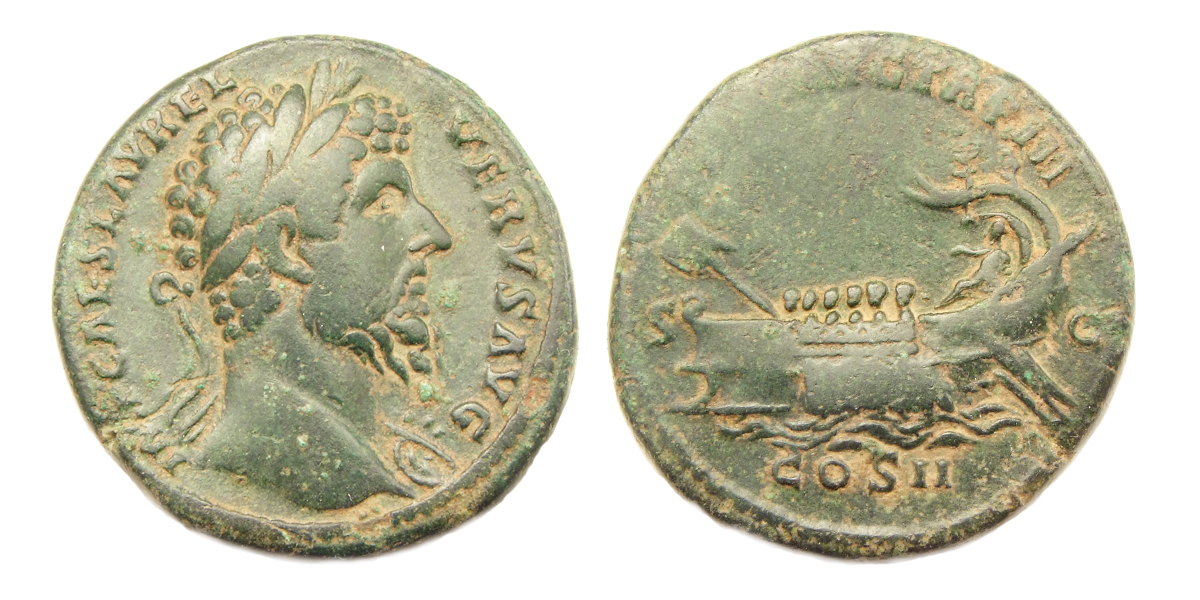
Romeinse sestertie van Lucius Verus met een galei op de keerzijde.

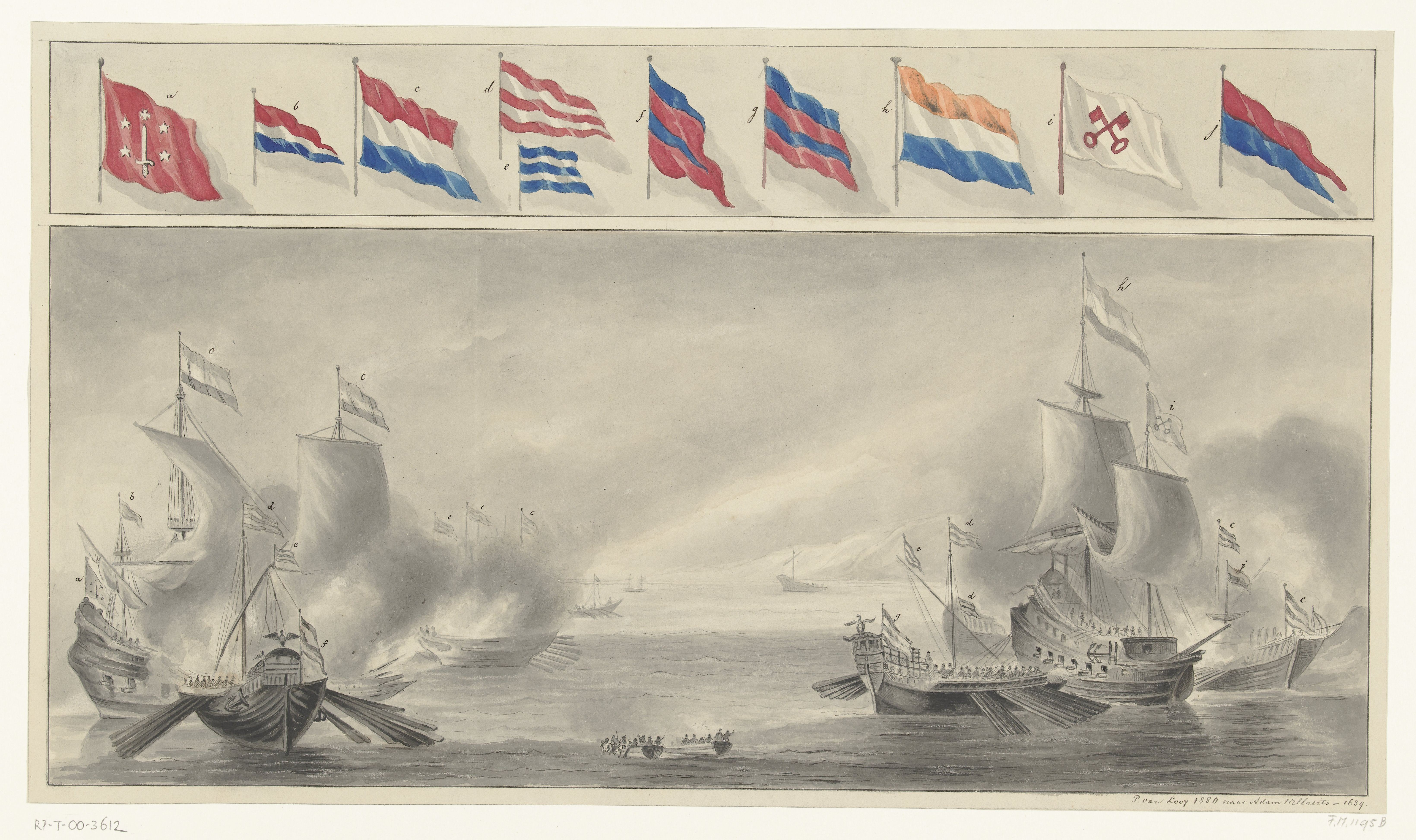
Spaanse galeien tijdens de Slag bij Sluis (1603)

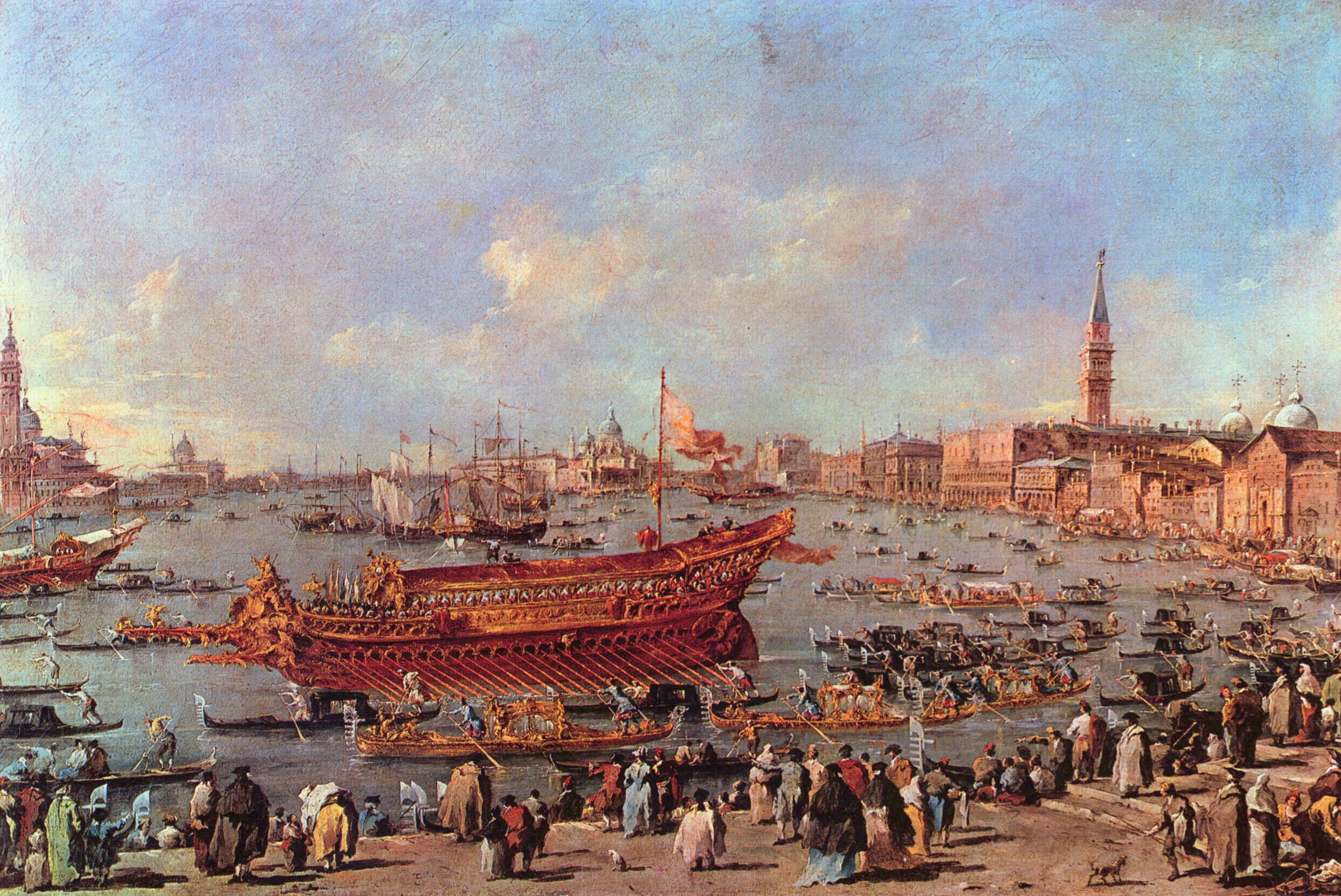
galei in Venetië rond 1775-1780, geschilderd door Francesco Guardi.

Een galei was een mede door roeiers aangedreven schip uit de klassieke oudheid en de middeleeuwen. Het had ook driehoekzeilen of het Latijnse zeil als hulpmiddel om te varen. Galeien werden hoofdzakelijk op en rond de Middellandse Zee gebruikt. Het model is door de eeuwen heen veel veranderd. Galeien hebben dan ook geen algemene kenmerken in rompvorm en afmetingen.
Er is van het beleg van Troje bekend met hoeveel schepen de verschillende Griekse aanvoerders naar de oorlog kwamen. Venetië maakte in de 12e eeuw door het gebruik van galeien voor de handel een bloeiperiode door. Galeien zijn voor de oorlogsvoering tot ver in de 17e eeuw in gebruik geweest. Het grote voordeel ten opzichte van andere scheepstypen was, dat ze  niet van de wind afhankelijk waren. Men kon tegen de wind in de vijand benaderen. Militaire galeien hadden meestal een ramsteven, waarmee vijandelijke schepen tot zinken konden worden gebracht. Door de kleine laadruimte en de grote hoeveelheid proviand die voor de roeiers nodig was, moesten de galeien het uiteindelijk afleggen tegen de grotere zeilschepen uit Noord-Europa.
Roeiers aan boord van de galeien hadden het zwaar. De Griekse en Romeinse roeiers op de galeien uit de oudheid waren soldaten, later aangevuld met slaven. De roeiers op de Spaanse galeien van de middeleeuwen waren veroordeelden, en de meeste roeiers van de galeien van de Moren waren gevangenen van veroverde schepen. De Hospitaalridders, die van Malta kwamen, roeiden hun schepen zelf.
Tijdens de zeeslag bij Lepanto in 1571 was Juan van Oostenrijk, een van de bevelhebbers van de christelijke vloot, aan boord van zijn vlaggenschip de Real, een galei met 500 soldaten. Ze slaagden erin de Ottomaanse bevelhebber, Uluç Ali Pasja te doden. Holland heeft gedurende de Tachtigjarige Oorlog enkele galeien in gebruik gehad. De eerste, de Rode Galei, werd in 1598 te water gelaten. De Hollandse galeien werden door galeislaven voortgedreven. Het scheepstype was enkele decennia later verouderd en uitsluitend in de Slag bij Sluis hebben galeien een rol van betekenis gespeeld.
De fust is een klein vaartuig dat op de galei lijkt.

## Naam
De etymologie van het woord is bekend: galei is, evenals de jol, afgeleid van de gelias, een snel, klein type vaartuig dat in de Rode Zee en langs de kusten van Zuid-Azië veel werd gebruikt. De naam gelias werd bij verschillende volken op verschillende manieren geschreven en gesproken.